# Erwin Ehlert
Erwin Ehlert (* 15. Januar 1937; † 10. Juni 2016) war ein deutscher Fußballspieler. 1959 und 1960 spielte er in der DDR-Oberliga, der höchsten Spielklasse im DDR-Fußball, für die BSG Chemie Zeitz.

## Sportliche Laufbahn
Mit 19 Jahren begann Erwin Ehlert in der Saison 1956 (Kalenderjahrspielzeit) mit sechs Spielen in der zweitklassigen DDR-Liga für die Betriebssportgemeinschaft (BSG) Chemie Zeitz seine Karriere im überregionalen Männerfußball. Bis 1958 blieb er Ersatzspieler mit lediglich 21 Einsätzen bei 78 Punktspielen in den drei Spielzeiten. Als die BSG Chemie 1958 den Aufstieg in die DDR-Oberliga erreichte, war Ehlert mit nur fünf Spielen beteiligt. Den Durchbruch schaffte er in den beiden Oberligaspielzeiten der Zeitzer. Nach einem durchwachsenen Start mit sechs Punktspielen in der Hinrunde wurde er in der zweiten Saisonhälfte in allen dreizehn Spielen regelmäßig als Mittelfeldspieler eingesetzt. Als solcher bestritt Ehlert 1960 alle 26 Punktspiele, musste am Saisonende aber mit seiner Mannschaft wieder in die DDR-Liga absteigen. Als 1961 der DDR-Fußball zum Sommer-Frühjahr-Spielrhythmus wechselte, mussten in der DDR-Liga zwischen März 1961 und Juni 1962 39 Spiele absolviert werden. Ehlert war auch diesmal wieder in allen Begegnungen dabei und erzielte auch sein einziges Punktspieltor seiner Liga- und Oberligakarriere. In den folgenden drei Spielzeiten kam er nicht mehr wie bisher zum Zuge. 1962/63 konnte er nur drei Punktspiele bestreiten und verpasste auch das Endspiel um den DDR-Fußballpokal, das Zeitz überraschend als Zweitligist erreichte, aber mit 0:3 gegen den Oberligisten Motor Zwickau verlor. 1963/64 konnte Ehlert seine Einsätze noch einmal auf sechzehn erhöhen, dagegen kam er in der Spielzeit 1964/65 nur noch in einem DDR-Liga-Spiel zum Einsatz. Dieses war sein letztes und 125 Punktspiel im höherklassigen Fußball, aus dem er sich anschließend zurückzog.